# Lijst van voetbalinterlands Guinee-Bissau - Mali
Deze lijst van voetbalinterlands is een overzicht van alle officiële voetbalwedstrijden tussen de nationale teams van Guinee-Bissau en Mali. De landen speelden tot op heden zeventien keer tegen elkaar. De eerste ontmoeting was tijdens een vriendschappelijk toernooi in Freetown (Liberia) op 13 februari 1984. Het laatste duel, een kwalificatiewedstrijd voor de Afrika Cup 2025, werd gespeeld op 15 oktober 2024 in Bissau.

## Wedstrijden
| №  | Plaats   | Datum            | Competitie                                        | Wedstrijd            | Uitslag |
| -- | -------- | ---------------- | ------------------------------------------------- | -------------------- | ------- |
| 1  | Freetown | 13 februari 1984 | Vriendschappelijk                                 | Guinee-Bissau − Mali | 1 − 0   |
| 2  | Conakry  | 22 februari 1987 | Vriendschappelijk                                 | Mali − Guinee-Bissau | 0 − 0   |
| 3  | Bamako   | 30 mei 1989      | Vriendschappelijk                                 | Mali − Guinee-Bissau | 2 − 1   |
| 4  | Freetown | 29 november 1993 | Vriendschappelijk                                 | Mali − Guinee-Bissau | 3 − 0   |
| 5  | Banjul   | 1 december 1997  | Vriendschappelijk                                 | Mali − Guinee-Bissau | 6 − 1   |
| 6  | Praia    | 7 mei 2000       | Vriendschappelijk                                 | Guinee-Bissau − Mali | 2 − 3   |
| 7  | Bamako   | 5 november 2001  | Vriendschappelijk                                 | Mali − Guinee-Bissau | 2 − 0   |
| 8  | Bamako   | 11 november 2001 | Vriendschappelijk                                 | Mali − Guinee-Bissau | 2 − 1   |
| 9  | Bissau   | 10 oktober 2003  | WK 2006 kwalificatie                              | Guinee-Bissau − Mali | 1 − 2   |
| 10 | Bamako   | 14 november 2003 | WK 2006 kwalificatie                              | Mali − Guinee-Bissau | 2 − 0   |
| 11 | Bissau   | 20 juni 2015     | African Championship of Nations 2016 kwalificatie | Guinee-Bissau − Mali | 1 − 1   |
| 12 | Bamako   | 5 juli 2015      | African Championship of Nations 2016 kwalificatie | Mali − Guinee-Bissau | 3 − 1   |
| 13 | Bissau   | 27 juli 2019     | African Championship of Nations 2020 kwalificatie | Guinee-Bissau − Mali | 0 − 4   |
| 14 | Bamako   | 4 augustus 2019  | African Championship of Nations 2020 kwalificatie | Mali − Guinee-Bissau | 3 − 0   |
| 15 | Bamako   | 6 januari 2024   | Vriendschappelijk                                 | Mali − Guinee-Bissau | 6 − 2   |
| 16 | Bamako   | 11 oktober 2024  | Afrika Cup 2025 kwalificatie                      | Mali − Guinee-Bissau | 1 − 0   |
| 17 | Bissau   | 15 oktober 2024  | Afrika Cup 2025 kwalificatie                      | Guinee-Bissau − Mali | 0 − 0   |

## Samenvatting
| Competitie                                   | Totaal gespeeld | Winst Guinee-Bissau | Gelijk | Winst Mali | Doelsaldo Guinee-Bissau – Mali |
| -------------------------------------------- | --------------- | ------------------- | ------ | ---------- | ------------------------------ |
| WK-kwalificatie                              | 2               | 0                   | 0      | 2          | 1 − 4                          |
| Afrika Cup-kwalificatie                      | 2               | 0                   | 1      | 1          | 0 − 1                          |
| African Championship of Nations-kwalificatie | 4               | 0                   | 1      | 3          | 2 − 11                         |
| Vriendschappelijk                            | 9               | 1                   | 1      | 7          | 8 − 24                         |
| Totaal                                       | 17              | 1                   | 3      | 13         | 11 − 40                        |

FFGB · 
Guinee-Bissaus vrouwenelftal
Interlands
Tegenstander:
Algerije ·
Angola ·
Benin ·
Botswana ·
Burkina Faso ·
Centraal-Afrikaanse Republiek ·
Congo-Brazzaville ·
Djibouti ·
Egypte ·
Equatoriaal-Guinea ·
Ethiopië ·
Gabon ·
Gambia ·
Ghana ·
Guinee ·
Ivoorkust ·
Kaapverdië ·
Kameroen ·
Kenia ·
Liberia ·
Mali ·
Marokko ·
Mauritanië ·
Mozambique ·
Namibië ·
Nigeria ·
Oeganda ·
Sao Tomé en Principe ·
Senegal ·
Sierra Leone ·
Soedan ·
Swaziland ·
Togo ·
Zambia ·
Zuid-Afrika
FMF · A-internationals · Bondscoaches · Malinees vrouwenelftal · Olympisch elftal
1960 – 1969 · 
1970 – 1979 · 
1980 – 1989 · 
1990 – 1999 · 
2000 – 2009 · 
2010 – 2019 · 
2020 – 2029
OS 2004
1962 · 
1963 · 
1964 · 
1965 · 
1966 · 
1967 · 
1968 · 
1969 · 
1970 · 
1971 · 
1972 · 
1973 · 
1974 · 
1975 · 
1976 · 
1977 · 
1978 · 
1979 · 
1980 · 
1981 · 
1982 · 
1983 · 
1984 · 
1985 · 
1986 · 
1987 · 
1988 · 
1989 · 
1990 · 
1991 · 
1992 · 
1993 · 
1994 · 
1995 · 
1996 · 
1997 · 
1998 · 
1999 · 
2000 · 
2001 · 
2002 · 
2003 · 
2004 · 
2005 · 
2006 · 
2007 · 
2008 · 
2009 · 
2010 · 
2011 · 
2012 · 
2013 · 
2014 ·
2015 ·
2016 ·
2017 ·
2018 ·
2019 ·
2020 ·
2021 ·
2022 ·
2023 ·
2024
Algerije · 
Angola · 
Benin · 
Botswana · 
Burkina Faso ·
Burundi · 
Centraal-Afrikaanse Republiek ·
China · 
Comoren ·
Congo-Brazzaville · 
Congo-Kinshasa · 
DDR · 
Egypte · 
Equatoriaal-Guinea · 
Eritrea · 
Ethiopië ·
Gabon · 
Gambia · 
Ghana · 
Guinee · 
Guinee-Bissau · 
Iran · 
Ivoorkust · 
Japan ·
Kaapverdië · 
Kameroen · 
Kenia · 
Koeweit · 
Kroatië ·
Liberia · 
Libië · 
Litouwen · 
Madagaskar · 
Malawi · 
Marokko ·
Mauritanië ·
Mozambique ·
Namibië ·
Niger ·
Nigeria ·
Noord-Korea ·
Oeganda ·
Oman ·
Qatar ·
Rwanda ·
Saoedi-Arabië ·
Senegal ·
Seychellen ·
Sierra Leone ·
Soedan ·
Swaziland ·
Togo ·
Tsjaad ·
Tunesië ·
Zambia ·
Zimbabwe ·
Zuid-Afrika ·
Zuid-Korea ·
Zuid-Soedan